# Spearhead
Spearhead è un EP del gruppo musicale inglese Bolt Thrower, pubblicato nel 1993.

## Tracce
1. Spearhead (Extended Remix) – 8:44
2. Crown of Life – 5:28
3. Dying Creed – 4:17
4. Lament – 5:36

## Formazione
- Karl Willetts - voce
- Gavin Ward - chitarra
- Barry Thompson - chitarra
- Andrew Whale - batteria
- Jo Bench - basso